# Culturele Revolutie
De Grote Proletarische Culturele Revolutie (Mandarijn: 无产阶级文化大革命, wuchanjieji wenhuadageming) – vaak afgekort tot Culturele Revolutie (Mandarijn: 文化大革命, wenhuadageming, "Grote Culturele Revolutie") – was een revolutionaire campagne die plaatsvond in de Volksrepubliek China van 1966 tot 1976. De revolutie werd in gang gezet door Mao Zedong – de toenmalige voorzitter van de Communistische Partij van China – om zijn tegenstanders hardhandig uit te schakelen. Hiermee verkreeg Mao Zedong zijn positie van absolute macht terug. Mao had deze positie verloren ten gevolge van de mislukking van de Grote Sprong Voorwaarts. Bij de Grote Sprong Voorwaarts stierven volgens verschillende schattingen 18 tot 45 miljoen mensen. Schattingen van het aantal doden ten gevolge van de gewelddadigheden tijdens de Culturele Revolutie variëren tussen de 1,7 miljoen en 8 miljoen mensen.
De Culturele Revolutie begon in mei 1966, nadat Mao de beschuldiging had geuit dat de overheid geïnfiltreerd was door mensen die het kapitalisme wilden herstellen in China. Mao beweerde dat zij vermomd waren als revisionistische marxisten, die uitgeschakeld moesten worden. Mao steunde de oprichting van Rode Gardes door Chinese jongeren. Via de Rode Gardes werden gematigde leiders buiten spel gezet, zoals Liu Shaoqi en Deng Xiaoping. In dezelfde tijd groeide de persoonsverheerlijking van Mao. Miljoenen mensen werden vervolgd tijdens de Culturele Revolutie door de overheid en tribunalen en mishandelingen door de lokale Rode Gardes. Martelingen, strijdbijeenkomsten, gevangenschap, onteigeningen, straatmoorden en executies vonden plaats. Historisch erfgoed werd vernietigd door de Rode Gardes. De stedelijke intellectuelen werden vanaf 1968 grotendeels gedeporteerd naar het platteland. Mao verklaarde in 1969 het officiële einde van de Culturele Revolutie, maar pas na de dood van Mao en de arrestatie van de Bende van Vier in 1976 werd het beleid van de Culturele Revolutie daadwerkelijk geëindigd. In 1981 verklaarde de Communistische Partij van China dat de Culturele Revolutie negatieve gevolgen had voor de partij, het land en de bevolking.

## Achtergrond
Mao Zedong was de leider van de Communistische Partij China gedurende de Chinese Burgeroorlog en was het staatshoofd van de Volksrepubliek China na de communistische overwinning op de nationalistische Kwomintang. Mao verloor gedeeltelijk zijn macht door de mislukking van de Grote Sprong Voorwaarts, waarbij miljoenen mensen stierven door hongersnood en geweld. Daarnaast bestond na de dood van Jozef Stalin een conflict binnen de internationale communistische beweging tussen de Sovjet-Unie en de Volksrepubliek China. In de Sovjet-Unie bekritiseerde Nikita Chroesjtsjov de denkbeelden van Stalin, bijvoorbeeld in zijn toespraak Over persoonsverheerlijking en de gevolgen ervan. Volgens Mao was Chroesjtsjov hierom een revisionist en een verrader van het communisme en dat was een oorzaak voor het Rode schisma.
Eind 1961 publiceerde de historicus Wu Han het historisch drama getiteld Hai Rui ontslagen uit dienst. In het toneelstuk werd de eerlijke ambtenaar Hai Rui ontslagen door een corrupte keizer. Mao uitte eerst lof over het toneelstuk, maar in februari 1965 gaf hij in het geheim opdracht aan zijn vrouw Jiang Qing en propagandist Yao Wenyuan om het toneelstuk te bekritiseren in een artikel. In dit artikel werd Wu Han beschuldigd dat hij een allegorie had geschreven waarbij de corrupte en hebzuchtige keizer symbool stond voor Mao en dat de ambtenaar symbool stond voor Peng Dehuai die ontslagen was als leider van het leger wegens zijn kritiek op de Grote Sprong Voorwaarts. Wu Han was de locoburgemeester van Beijing, waardoor de beschuldigingen over het toneelstuk problemen opleverden voor burgemeester Peng Zhen. Peng Zhen was het hoofd van de Vijfmannengroep; dat opgericht was door Mao om de potentie voor culturele hervorming te onderzoeken. Het artikel van Yao Wenyuan was al gepubliceerd in een aantal kleine kranten en Peng Zhen zorgde ervoor dat het verboden werd om dit artikel in de Volksdagblad en andere grote kranten te publiceren.
In december werd stafchef en generaal Luo Ruiqing beschuldigd van tegenwerking van Mao wegens diens nadruk op militaire training in plaats van maoïstische politieke bijeenkomsten. Luo werd ontslagen en ondernam hierom een zelfmoordpoging. Na de uitschakeling van Luo werden Peng Zhen en diens sympathisanten aangepakt. Op 12 februari 1966 publiceerde de Vijfmannengroep een rapport waarin de discussie over het toneelstuk werd gereduceerd tot een academische discussie in plaats van een politiek onderwerp. Mao en zijn aanhangers in het Politbureau noemden dit rapport een vorm van revisionisme. Luo Ruiqing, Wu Han, Peng Zhen en hun sympathisanten werden beschuldigd van het vormen van een Anti-Partij-Kliek. De Vijfmannengroep werd vervangen door de maoïstische Culturele Revolutie Groep.

## Culturele Revolutie
In mei 1966 kwam het Politburo bijeen in Beijing en bij deze bijeenkomst probeerden Mao en zijn aanhangers een meerderheid te krijgen voor zijn politieke agenda. Er werden beschuldigingen geuit tegen Peng Zhen en Luo Ruiqing. In een document gepubliceerd op 16 mei, dat was geschreven onder supervisie van Mao, werd beweerd dat leden van de kapitalistische klasse geïnfiltreerd waren in de partij, overheid en het leger in de vorm van “contrarevolutionaire revisionisten”. Deze tekst is Mao’s ideologische rechtvaardiging voor de Culturele Revolutie. Het Politburo steunde Mao.
Op 25 mei hing de filosofieleraar Nie Yuanzi een dazibao (groot-lettertekenposter) op bij haar universiteit. In deze poster werd de partijadministratie van de universiteit aangevallen. Het bestuur werd beschuldigd van het inperken van de revolutionaire “hartstocht” in een poging om de partij te schaden en het revisionisme te verspreiden. Mao steunde Nie. Hierdoor werden leerlingen en studenten aangezet om zich te verzetten tegen de leraren en schoolbesturen. Lessen werden geboycot en uiteindelijk gestaakt in Beijing. Op 13 juni werd de lesschorsing uitgebreid door de regering naar het gehele land. In juni was een grote massabijeenkomst in Beijing waar duizenden studenten met grote posters van Mao door de straten liepen, op trommels sloegen en leuzen schreeuwden tegen de vijanden van Mao. Op aanraden van Mao besloten Liu Shaoqi en Deng Xiaoping om werkteams te sturen naar de studenten om ideologische steun te bieden om zo de macht van de partij in het land weer te herstellen.

### Interne machtsstrijd

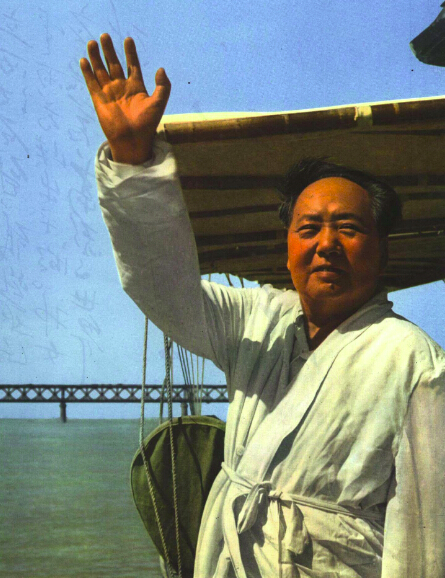
Mao zwaaide naar de "revolutionaire massa's" aan de oever van de rivier voor zijn zwemtocht over de Yangtze, juli 1966.

Op 16 juli zwom de 72-jarige Mao de rivier Yangtze in Wuhan over in de aanwezigheid van de pers om zijn kracht te laten zien. Mao keerde terug naar Beijing om de partijtop te bekritiseren voor het inzetten van werkteams. Mao beschuldigde de werkteams van het ondermijnen van de studentenbeweging en eiste op 24 juli de terugtrekking van deze teams. Dagen later gaf Mao de steun aan de studentenbeweging tegen de leraren. Door de oproep van Mao werden veel jongeren lid van de Rode Gardes. Om lid te worden van een Rode Garde moest men "rood geboren" zijn, dat wil zeggen: de ouders moesten voor de stichting van de Volksrepubliek China een arbeider, soldaat, boer of partijlid geweest zijn. De leden van de Rode Gardes deden mee aan mishandelingen en het vermoorden van mensen. Daarnaast werden de communistische ideeën van Karl Marx, Vladimir Lenin en vooral Mao Zedong opnieuw bestudeerd.
De terugtrekking van de werkteams was een grote nederlaag voor president Liu Shaoqi. Op de partijbijeenkomst van 1 augustus merkte Mao dat hij weinig steun kreeg van de conferentieleden. Mao was van mening dat de partijelite niet aan zijn kant stond. Op 28 juli hadden Rode Gardes een oproep gestuurd naar Mao pleitend voor een opstand om de “revolutie” te beschermen. Mao schreef na de bijeenkomst van 1 augustus een groot-lettertekenposter met de titel “Bombardeer het hoofdkwartier” waarin hij opriep om een aanval te verrichten op de hoofdkwartieren van de contrarevolutie. Mao schreef dat ondanks de communistische revolutie in China er nog een bourgeois elite bestond binnen de Chinese overheid en de Communistische Partij van China. Er werden echter geen namen genoemd van die “contrarevolutionairen”. Liu Shaoqi en Deng Xiaoping behielden hun officiële posities, maar werden buiten de dagelijkse zaken van de partij gelaten. Maarschalk Lin Biao werd aangesteld als de tweede persoon binnen de partij en de Groep voor de Culturele Revolutie kreeg meer macht. Verschillende topposities op het Propagandadepartement van de Communistische Partij China werden aan de Groep voor de Culturele Revolutie gegeven.

### Rode Gardes en de vernietiging van de Vier Ouden

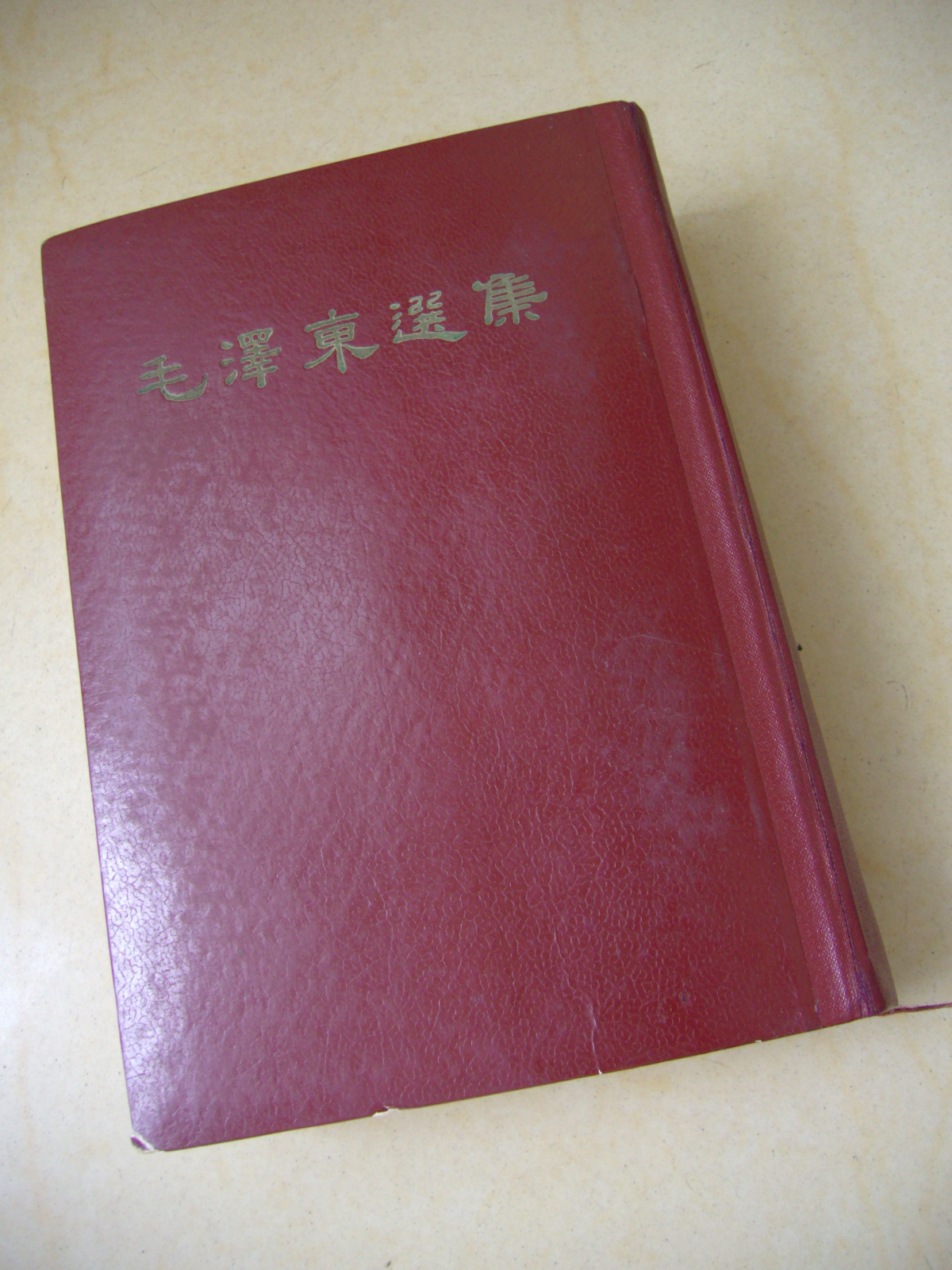
Het Rode Boekje van Mao

Op 8 augustus 1966 publiceerde het centrale comité een "Beslissing over de Grote Proletarische Culturele Revolutie". In dit document stond dat de kapitalistische klasse wel verslagen was, maar dat ze nog steeds bestond en de macht terug wilde krijgen door het gebruik van oude ideeën, oude cultuur, oude gebruiken en oude gewoontes. Het doel was om te strijden tegen de mensen in autoriteit die de kapitalistische weg zouden nemen en om de “bourgeoisie” academische autoriteiten aan te pakken. Hiervoor moesten onderwijs, literatuur en kunst wijken die niet overeenstemden met het maoïstische marxisme.
Op 18 augustus 1966 waren er meer dan een miljoen leden van de Rode Gardes uit het gehele land aanwezig in en bij het Tiananmenplein in Beijing voor een toespraak van Mao. Lin Biao hield toespraken tijdens deze bijeenkomst met aanvallen op diegenen die volgens hem de voortgang van de revolutie vertraagden. Tijdens deze massabijeenkomst sprak Mao zijn steun uit voor de Rode Gardes. Van augustus tot november 1966 werden acht massabijeenkomsten van de Rode Gardes gehouden met bij elkaar opgeteld meer dan 12 miljoen deelnemers. De regering betaalde de reiskosten van de Rode Gardes om naar Beijing te komen. Bij deze massabijeenkomsten riep Lin Biao op tot de vernietiging van de 'Vier Ouden', namelijk oude cultuur, oude gebruiken, oude gewoontes en oude gedachten.
Historische gebouwen en monumenten in het gehele land werden beschadigd en vernietigd door Rode Gardes. Alleen al in Beijing werden duizenden plekken van historisch belang vernietigd. De Rode Gardes vielen ook de Tempel van Confucius in Qufu aan. Gedurende deze maanden van beeldenstorm beschadigden de Rode Gardes van een universiteit in Beijing de Begraafplaats van Confucius en verschillende andere historische tombes en voorwerpen. Bibliotheken met historische en buitenlandse boeken werden vernietigd. Tempels, kerken, moskeeën, kloosters en begraafplaatsen werden gesloten en vernield.
Tot juli 1968 en in sommige plaatsen nog langer vergrootten de Rode Gardes hun territorium en machtsbasis. Ze deelden brochures en pamfletten uit en publiceerde namen van verdachte “contrarevolutionairen” op borden. Zij hielden publieke bijeenkomsten voor het bekritiseren en het afdwingen van zelfkritiek bij diegenen die zij verdachten van contrarevolutionaire denkbeelden. Het boek Citaten van voorzitter Mao Zedong (ook wel het Rode Boekje genoemd) werd door de Rode Gardes gezien als hun leidraad tijdens de Culturele Revolutie. Op 11 augustus 1966 werden centrale opdrachten uitgegeven om de interventie van de politie in de activiteiten van de Rode Gardes te stoppen. Politieagenten die de opdracht niet uitvoerden werden gebrandmerkt als contrarevolutionairen. De veiligheid in China verslechterde doordat de centrale regering geweld door Rode Gardes toestond. In de twee weken na 11 augustus werden ongeveer honderd leraren en andere schoolmedewerkers vermoord alleen al in het westelijke district van Beijing. In het gehele land waren er gevallen van martelingen, moord en publieke vernedering. Verschillende mensen die slachtoffer waren geworden van strijdbijeenkomsten namen hun toevlucht tot zelfmoord. In augustus en september 1966 waren er in Beijing alleen al 1.772 moorden. In Shanghai waren er in september 704 zelfmoorden en 534 doden door moord ten gevolge van de Culturele Revolutie. In Wuhan waren er 62 zelfmoorden en 32 moorden gedurende dezelfde periode.
In oktober riep Mao een conferentie bijeen om de partijbestuursleden te overtuigen om de pad van de Culturele Revolutie te volgen. Liu Shaoqi en Deng Xiaoping werden afgeschilderd als volgers van de “reactionaire lijn van de bourgeoisie”. Na de conferentie werd Liu onder huisarrest geplaatst en later naar een detentiekamp gestuurd. Hij stierf in 1969 omdat hem geen medicijnen werden toegediend. Deng Xiaoping moest voor heropvoeding werken in een motorfabriek in Jiangxi.

### Lokale machtsstrijd

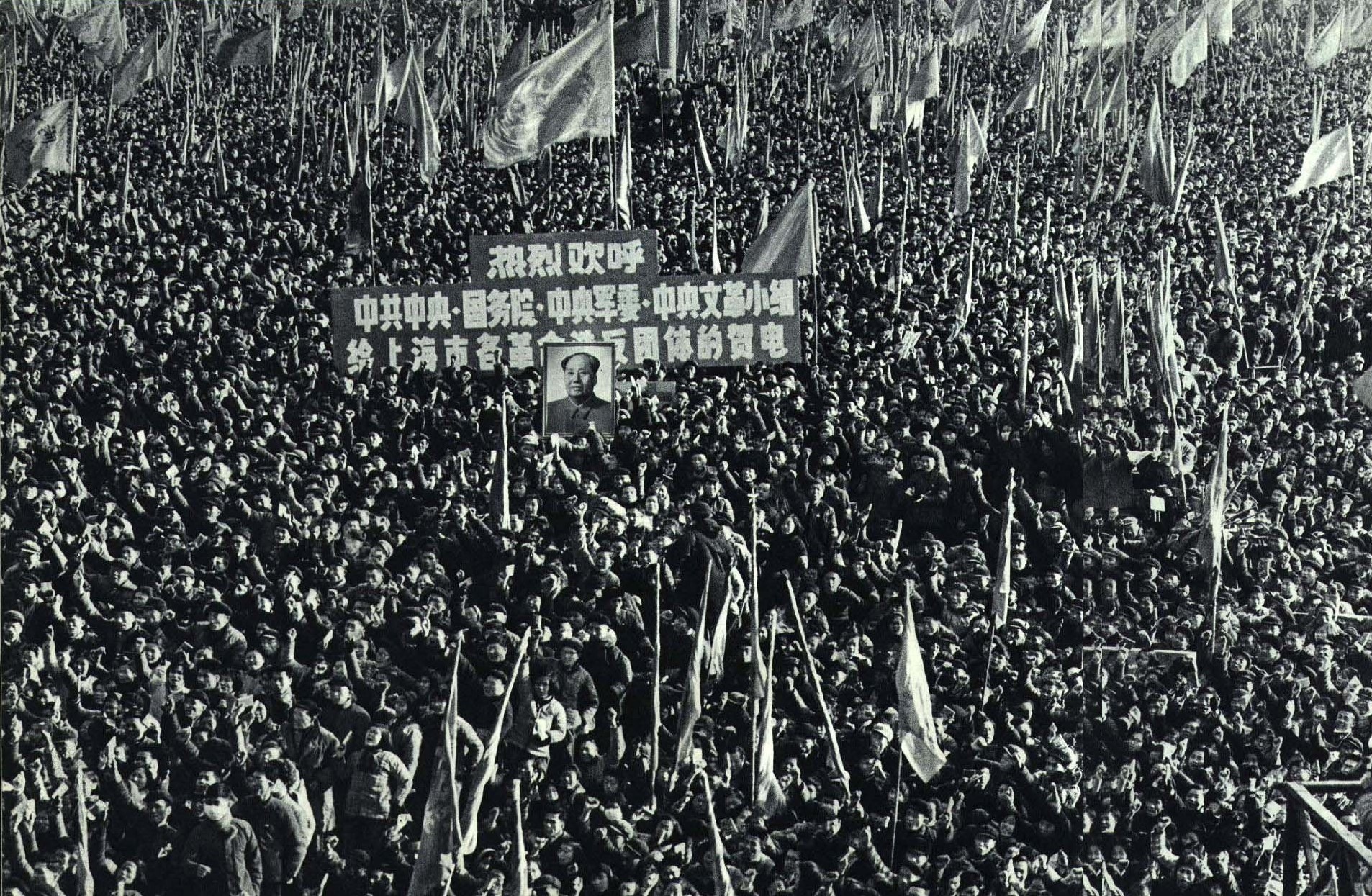
Rebellengroepen van de Rode Gardes marcheren in Shanghai, 1967.

Op 3 januari 1967 gaven Lin Biao en Jiang Qing opdracht aan de Rode Gardes om de zogenaamde Januaristorm te beginnen, waarbij de gemeentelijke overheid van Shanghai werd overgenomen door Rode Gardes. Op 8 januari gaf Mao steun aan de machtsgreep in het Volksdagblad. Hierna werd in navolging van Shanghai ook in andere gemeentes door de Rode Gardes de macht overgenomen.
In veel gebieden vochten verschillende Rode Gardes tegen elkaar als zij andere revolutionaire boodschappen of denkbeelden bezaten. Toen de overheids- en partijorganen in verschillende delen van het land hun macht verloren of zelfs werden opgeheven was het niet duidelijk welke groeperingen de wil van Mao opvolgden en welke groeperingen daarvan afweken. In juli was er in veel gebieden geweld tussen verschillende Rode Gardes die elkaar vaak beschuldigden van afwijking van de denkbeelden van Mao. Op 22 juli maakte Jiang Qing bekend dat de Rode Gardes het recht hadden om de positie van de lokale legereenheden in te nemen. De Rode Gardes begonnen toen de legerdepots te plunderen. Het leger verzette zich niet.
Net als in veel andere steden ontstonden in Wuhan twee verschillende revolutionaire organisaties, waarbij de ene groepering steun gaf aan het zittende stadsbestuur, terwijl de andere groepering dacht dat Mao tegen het stadsbestuur was. Deze twee organisaties vochten met elkaar om de macht over de stad. Generaal Chen Zaidao streed tegen de tegenstanders van het stadsbestuur. Tijdens dit conflict kwamen onverwachts Mao en andere ambtenaren van de centrale regering aan. Lokale agitatoren ontvoerden een medewerker van Mao. Daardoor werd generaal Chen Zaidao met dwang naar Beijing gehaald en aangevallen door de Groep voor de Culturele Revolutie.
In 1967 werden vieringen van het Chinees nieuwjaar verboden in China. Dit verbod werd 13 jaar later weer ingetrokken.

### Beweging naar het platteland
Op 27 juli 1968 werd de macht van de Rode Gardes over het leger officieel opgeheven en de centrale regering stuurde legereenheden om verschillende gebieden te beschermen tegen de Rode Gardes. De taak van de Rode Gardes was gelukt, namelijk de uitschakeling van de gematigde vleugel binnen de Chinese Communistische Partij en het leger, terwijl de Mao-getrouwen de macht hadden gegrepen. In het begin van oktober begon Mao een campagne om beambten die hij niet vertrouwde weg te zuiveren. Zij werden naar arbeidskampen gestuurd. In december begon de Beweging naar het Platteland. Gedurende deze campagne werden jonge intellectuelen uit de steden gedwongen om naar het platteland te gaan. De term intellectuelen werd in de breedste zin gebruikt, waarbij geslaagde middelbare scholieren ook onder deze noemer vielen. In de late jaren 70 kregen de jonge intellectuelen toestemming om terug te keren naar hun oorspronkelijke woonplaatsen. Een van de doelen van deze beweging was om de Rode Gardes te verplaatsen van de stad naar het platteland, waar ze minder problemen konden veroorzaken. Vaak werden leden van een Rode Garde naar verschillende locaties gestuurd.

### Machtstoename van Lin Biao

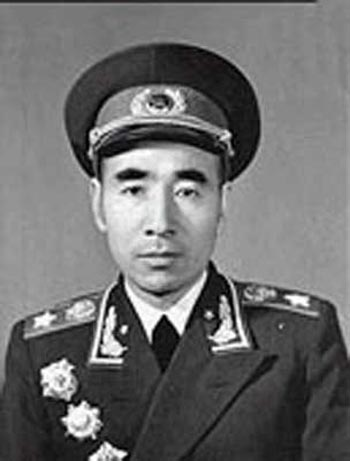
Lin Biao

Het Negende Partijcongres werd gehouden in april 1969 met als hoofdonderwerp het invullen van posities die waren vrijgevallen door het vervolgen van oude gematigde leden. Het aantal afgevaardigden uit het leger was sterk toegenomen vergeleken met het vorige congres. Bij het Negende Partijcongres kwam 28% van de afgevaardigden uit het leger. Lin Biao werd gepromoveerd tot de tweede positie binnen de partij en zijn naam werd toegevoegd in de constitutie van de Communistische Partij als de toekomstige opvolger van Mao. Mao herstelde enigszins de macht van het Politburo, die machteloos was in de periode 1966 tot 1968 toen de Groep voor de Culturele Revolutie feitelijk de macht bezat. Afgelegen provincies bleven in de macht van de plaatselijke Rode Gardes, en hun onderlinge gevechten bleven doorgaan, terwijl het Negende Partijcongres had verklaard dat de Culturele Revolutie de overwinning op de onbetrouwbare revisionistische partijleden en sympathisanten had behaald. De verschillen tussen de facties bestaande uit enerzijds sympathisanten van maarschalk Lin Biao en anderzijds de radicalere factie rond Jiang Qing groeiden.
Tussen 1966 en 1968 was China internationaal geïsoleerd door de vijandschap tegen zowel de Sovjet-Unie als de Verenigde Staten van Amerika. De frictie met de Sovjet-Unie verergerde na grensconflicten bij de rivier Oessoeri in maart 1969. Toendertijd was het Chinese leiderschap voorbereid op een grootschalige oorlog met de Sovjet-Unie. De belangrijkste leiders werden in oktober 1969 geëvacueerd uit Beijing.
Rivaliteit tussen de facties in de Chinese partij groeide bij de vergadering van het Negende Congres in augustus 1970. Bij deze vergadering viel Chen Boda openlijk Zhang Chunqiao aan die trouw was aan Culturele Revolutie, waarna Mao een aanval richtte tegen Chen en hem brandmerkte tot een “nep-marxist” en hem uit het Politburo zette. De generaals van Lin moesten daarna van Mao aan zelfkritiek doen. Mao plaatste eigen aanhangers op hoge posities in het bestuur van militair district Beijing. Hierna begon Mao de invloed van de factie uit het leger te verminderen. Volgens het officiële overheidsverhaal begonnen toen aanhangers van Lin Biao plannen te maken om Mao af te zetten via een staatsgreep. Lin Liguo – de zoon van Lin Biao – en andere militaire leiders begonnen met het plannen van een staatsgreep. Het is niet duidelijk of dat Lin Biao daadwerkelijk meedeed met de plannen van zijn zoon. Volgens het officiële verhaal deed Lin Biao mee, maar dat wordt in twijfel getrokken door bepaalde onderzoekers. Volgens het officiële verhaal wilden Lin Biao, zijn vrouw en andere leden van zijn staf vluchten naar de Sovjet-Unie. Op 13 september 1971 stortte het vliegtuig neer in Mongolië, waarbij alle inzittenden omkwamen. Op 30 september werd de dood van Lin Biao openbaar gemaakt door de regering. Verschillende aanhangers van Lin Biao vluchtten naar Hongkong. De vlucht van Lin Biao was in tegenspraak met de propaganda en de vermelding in de Partijconstitutie dat Lin Biao de meeste hechte wapenkameraad en opvolger van Mao was.

### Bende van Vier
Na de dood van Lin Biao nam de invloed en macht van het radicale kamp sterk toe. Jiang Qing vormde samen met de nieuwe vicepartijvoorzitter Wang Hongwen, propagandist Zhang Chunqiao en Yao Wenyuan een groep die later bekend stond als de Bende van Vier.
In 1973 waren overheden en fabrieken onderbemand door de politieke strijd tijdens de voorafgaande jaren. Om dit probleem op te lossen werd er voor gekozen om vroegere ambtenaren en leidinggevenden te rehabiliteren. De macht in de partij bleef bij de radicalen die politieke zuiverheid belangrijker vond dan economische voorspoed. Eind 1973 begon men de campagne 'Bekritiseer Lin, bekritiseer Confucius' om China te zuiveren van het confucianistische denken en om de daden van Lin Biao af te schilderen als verraad. Zhou Enlai werd door de Bende van Vier gezien als de leider van de gematigde factie.
Met een zwakke economie en een zieke Zhou Enlai maakte Deng Xiaoping een terugkeer in de politiek. Deng Xiaoping werd in maart 1973 vicepremier. De rehabilitatie van Deng verraste het radicale kamp. Mao wilde Deng hebben als tegenwicht tegen de militaire factie in de regering, die vroeger loyaal was aan Lin Biao. Daarnaast had Mao het vertrouwen verloren in de capaciteiten van de Bende van Vier om de economie te besturen.
Op 8 januari 1976 stierf Zhou Enlai aan kanker. De Bende van Vier was bang voor grootschalige herdenking van en rouw om Zhou. Zij voerde beperkingen in voor publieke rouw om Zhou. De overheid probeerde de rouw tegen te gaan door restricties en het verwijderen van publieke herdenkingstekens voor Zhou, en ook posters over het beleid van Zhou werden verwijderd. Op 4 april 1976 – aan de vooravond van het jaarlijkse Qingmingfestival – verzamelden zich duizenden mensen op het Tiananmenplein om daar Zhou Enlai te herdenken door het leggen van bloemen, gedichten en posters aan de voet van het monument. De Bende van Vier werd ook aangevallen. Een aantal leuzen was gericht tegen Mao en de Culturele Revolutie. Bijna twee miljoen mensen bezochten die dag het Tiananmenplein. Het centrale comité onder leiderschap van Jiang Qing liet alle herdenkingsstukken van het plein verwijderen kort na middernacht op 6 april. Verdere acties gericht tegen de herdenkers leidden tot gewelddadigheden. Politieauto’s werden in brand gestoken en een menigte van 100.000 mensen drong verschillende overheidsgebouwen binnen rond het Tiananmenplein. Soortgelijke gebeurtenissen gebeurden in andere grote steden. Jiang Qing en haar bondgenoten beschuldigden Deng Xiaoping openlijk als de aanstichter van het Tiananmen-incident. Deng werd op 7 april formeel ontdaan van zijn posities.

### Na de dood van Mao
Op 9 september 1976 stierf Mao en werd een periode van nationale rouw afgekondigd. Met de steun van het leger werden op 10 oktober alle leden van de Bende van Vier gearresteerd. Deng werd in juli 1977 de vicepremier. Op 1 juli 1978 werd het zelfkritiekrapport van Mao uit 1962 gepubliceerd, waarin Mao zichzelf bekritiseerde over de mislukking van de Grote Sprong Voorwaarts. Op 18 december 1978 begon de economische hervorming. Liu Shaoqi kreeg een staatsbegrafenis. In 1980, tijdens de vijfde plenaire sessie van het elfde Centraal Comité van de Communistische Partij van China, werden Peng Zhen, He Long en andere weggezuiverde leiders gerehabiliteerd. Hu Yaobang werd secretaris-generaal van de partij. In september 1980 trad Hua Guofeng af en werd Zhao Ziyang premier.

## Beleid en de gevolgen

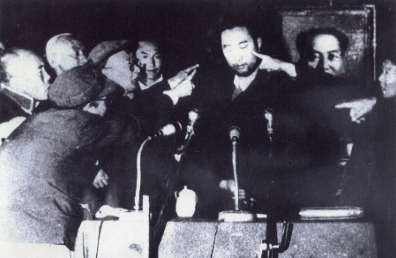
Panchen Lama, gedurende een strijdbijeenkomst in 1964.

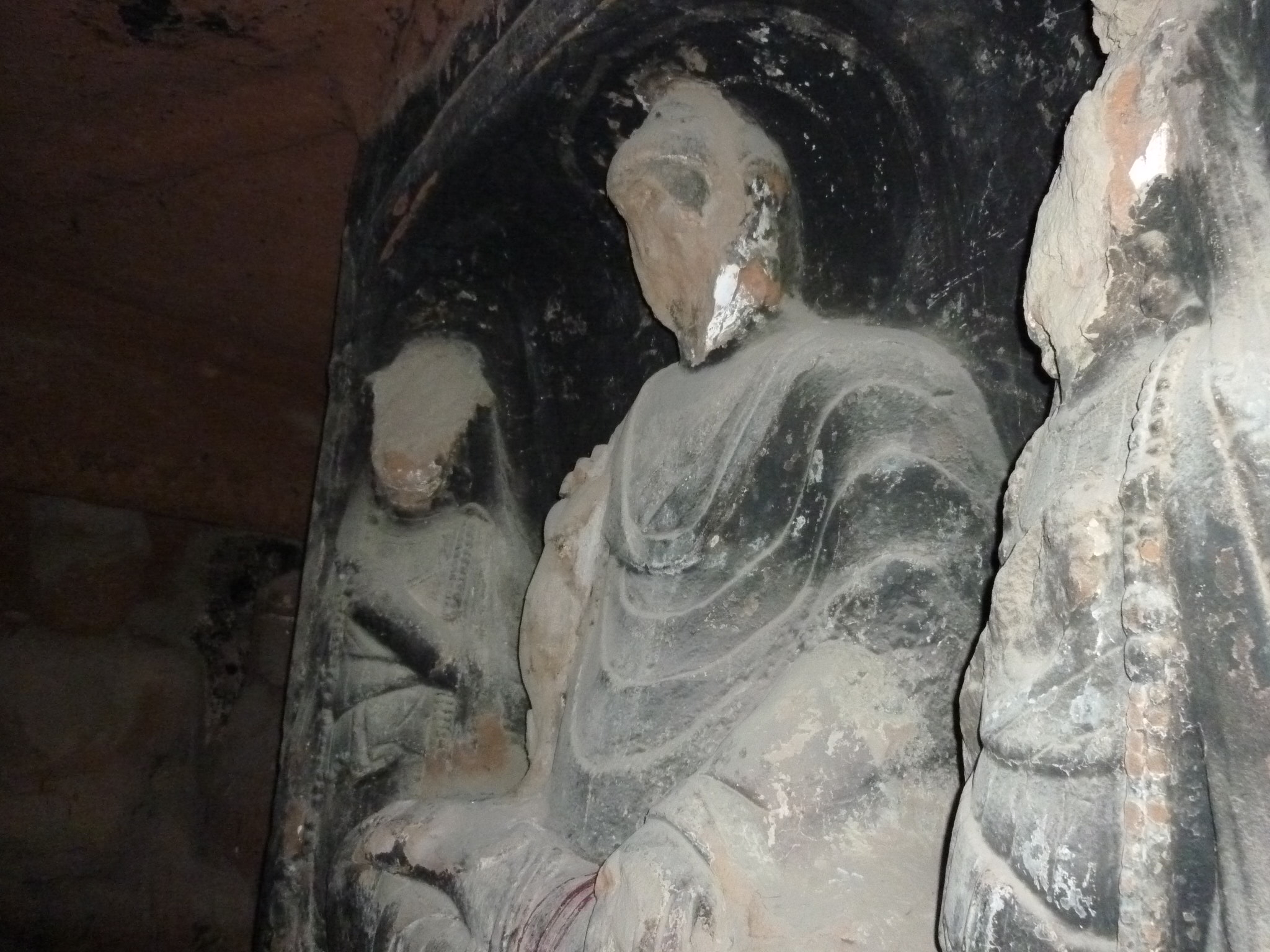
Boeddhabeelden beschadigd gedurende de Culturele Revolutie.

De Culturele Revolutie streefde naar de vernietiging van de 'Vier Ouden' (oude cultuur, oude gewoontes, oude gebruiken en oude gedachten). In een paar jaar werden veel gebouwen, voorwerpen, boeken en schilderijen vernield door de Rode Gardes. De revolutie was ook gericht tegen de zogenaamde klassenvijand die kapitalistische of revisionistische ideeën in de partij, regering en het leger promootten. Mensen van de vijf zwarte categorieën, de landeigenaren (地主, dìzhǔ), de rijke boeren (富农, fùnóng), de contrarevolutionairen (反革命, fǎngèmíng), de slechte elementen (坏分子, huàifènzǐ) en de rechtse (of reactionaire) lieden (右派, yòupài), werden aangevallen, vernederd en vermoord. Jongeren vielen hun ouders of leraren aan. De Culturele Revolutie bestond uit verscheidene interne machtsstrijden, waarvan de meeste lokale conflicten weinig te maken hadden met de strijd in de partijtop, maar vaker werd veroorzaakt door lokale fractionele strijd en persoonlijke conflicten in dorpen en steden. De Rode Gardes beschuldigden elkaar van ontrouw en vijandschap met de plannen van Mao. Leden van etnische minderheden werden vervolgd, zoals Tibetanen, als zij vasthielden aan hun oude gebruiken. Tempels werden vernield door de Rode Gardes.
De Culturele Revolutie zorgde dat het onderwijssysteem bijna volledig tot stilstand kwam. In de eerste maanden van de Culturele Revolutie werden de scholen en universiteiten gesloten. Basisscholen en middelbare scholen werden een tijd later weer geopend, maar de hogescholen en de meeste universiteiten werden niet voor 1972 geopend. In 1968 begon de Communistische Partij met de “Beweging naar het platteland”, waarbij jongeren uit de steden naar het platteland werden gestuurd om daar te werken in de landbouw om zo heropgevoed te worden. In het begin was deelname vrijwillig, maar later werd het verplicht. Tussen 1968 en 1979 vertrokken 17 miljoen jongeren uit de steden naar het platteland, waar ze geen toegang hadden tot hoger onderwijs.
De Culturele Revolutie werd sinds 1981 officieel door de Chinese Communistische Partij als een negatief verschijnsel gezien. Mao zelf werd door de partij grotendeels vrijgepleit, terwijl Lin Biao en de Bende van Vier de schuld van de Culturele Revolutie kregen. Op 16 mei 2016 – 50 jaar na het begin van de Culturele Revolutie – publiceerde het Volksdagblad (officiële krant van de Communistische Partij) dat de Culturele Revolutie een grote vergissing was. Andere communicatie over dit onderwerp is onderhevig aan censuur.

### Dodental
Roderick MacFarquhar en Michael Schoenhals denken dat alleen al op het platteland van China tussen de 750.000 en 1,5 miljoen mensen zijn vermoord. Jung Chang en Jon Halliday geven een schatting van 3 miljoen sterfgevallen door geweld tijdens de Culturele Revolutie. Andere schattingen zijn tussen 5 en 10 miljoen. Het exacte aantal doden ten gevolge van de Culturele Revolutie zal vermoedelijk nooit bekend worden, omdat vele doden niet werden gerapporteerd.